# Oberalpsee
Oberalpsee är en sjö i Schweiz. Den ligger i den centrala delen av landet, 100 km öster om huvudstaden Bern. Oberalpsee ligger 2 025 meter över havet. Arean är 0,12 kvadratkilometer. Den sträcker sig 0,3 kilometer i nord-sydlig riktning, och 0,8 kilometer i öst-västlig riktning.
Oberalpsee ligger vid bergspasset Oberalppass.